# Akihiro Ōta

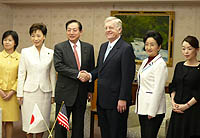
Akihirō Ōta und weitere Kōmeitō-Abgeordnete bei einem Treffen mit US-Botschafter Tom Schieffer im März 2008.

Akihiro Ōta (jap. 太田 昭宏 Ōta Akihiro; * 6. Oktober 1945 in Shinshiro, Präfektur Aichi) ist ein ehemaliger japanischer Politiker der Kōmeitō, Unterhausabgeordneter für den 12. Wahlkreis Tokio. Er war von 2006 bis 2009 Parteivorsitzender der Kōmeitō und von 2012 bis 2015 Land- und Verkehrsminister.
Ōta schloss 1971 sein Studium an der Universität Kyōto ab und wurde anschließend Journalist bei der Kōmei Shimbun, der Parteizeitung der Kōmeitō. Bei der Shūgiin-Wahl 1990 kandidierte er erstmals, wurde aber erst drei Jahre später im 9. Wahlkreis Tokio gewählt. Nach der Auflösung der Kōmeitō gehörte er zur Shinshintō, 1994 wurde er stellvertretender Generalsekretär. Nach dem Ende der Shinshintō gehörte er zur (Neuen) Kōmeitō, für die er ab 2000 mit Unterstützung der Liberaldemokratischen Partei (LDP) im 12. Wahlkreis Tokio dreimal wiedergewählt wurde.
Im September 2006 wurde Ōta ohne Gegenstimmen zum Parteivorsitzenden der Kōmeitō gewählt. Eine seiner zentralen Forderungen an den Koalitionspartner LDP und den neuen Premierminister Shinzō Abe war die nach Unterlassung von zukünftigen Besuchen im Yasukuni-Schrein. Auch die bereits von dessen Vorgänger Koizumi geforderte Änderung der pazifistischen Nachkriegsverfassung lehnte er strikt ab und forderte gleichzeitig eine Beschleunigung des innenpolitischen Reformprogramms.
Bereits vor der Sangiin-Wahl 2007, die der Regierungskoalition eine klare Niederlage beibrachte, bekräftige Ōta, die Koalition fortsetzen zu wollen. Eines der Wahlkampfthemen war ein Skandal um verlorengegangene Aufzeichnungen über Rentenansprüche; in diesem Zusammenhang hatte Ōta den ehemaligen Sozialministern Kan (DPJ), Koizumi (LDP) und Sakaguchi (Kōmeitō) eine Mitverantwortung zugewiesen.
Bei der Unterhauswahl 2009, bei der die Komeitō herbe Verluste einstecken musste, verlor Ōta nicht nur seinen Wahlkreis an die Demokratin Ai Aoki, sondern auch seinen Sitz im Parlament, da er nicht über einen Listenplatz in einem Verhältnisbezirk abgesichert war. Er trat daraufhin vom Parteivorsitz zurück. Bei der Unterhauswahl 2012 gewann er den 12. Wahlkreis Tokio souverän mit 51,0 % der Stimmen und kehrte ins Unterhaus zurück. In der folgenden, erneuten LDP-Kōmeitō-Koalition war er unter Premier Shinzō Abe bis 2015 Land-, Infrastruktur- und Verkehrsminister. 2014 und 2017 wurde er mit sicheren Mehrheiten wiedergewählt.
Bei der Unterhauswahl 2021 trat Ōta nicht mehr an.